# Helen Watson Phelps
Helen Watson Phelps (Attleboro 1864 - New York, 1944) was een Amerikaanse kunstschilder.

## Biografie

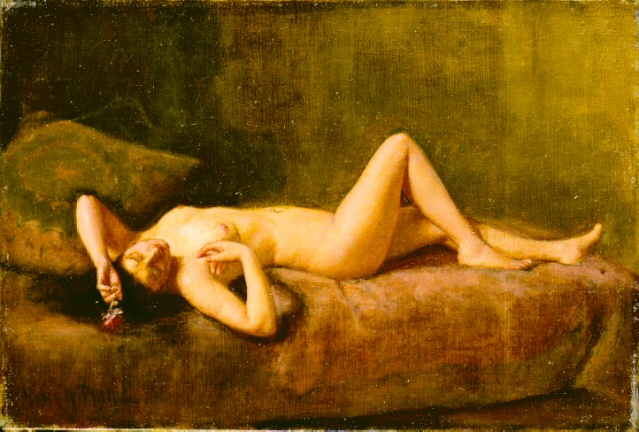
L'Abandon rond 1893

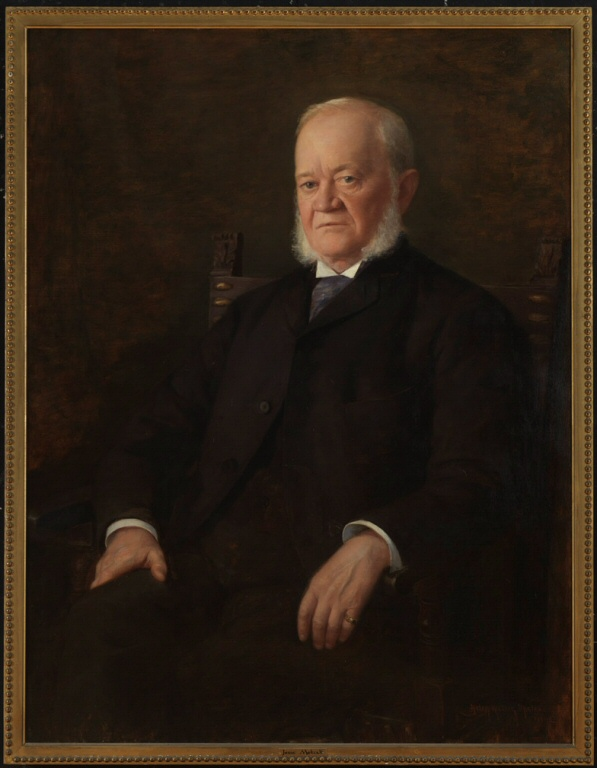
Jesse Metcalf

Watson Phelps werd geboren in Massachusetts als dochter van Thaddeus Phelps en Mary Watson. Haar artistieke opleiding kreeg ze in Providence (Rhode Island) en aan de Académie Julian in Parijs bij onder andere Tony Robert-Fleury en Raphael Collin . Ze was gespecialiseerd in het schilderen van portretten en studies van het menselijk lichaam waaronder ook naaktstudies. Terwijl ze in Parijs verbleef stelde ze werken tentoon in de Parijse Salon. Tijdens haar loopbaan exposeerde ze eveneens in de National Academy of Design, de Pennsylvania Academy of the Fine Arts en de Society of American Artists. In de zomermaanden verbleef ze afwisselend in haar atelier in de bergen van Elizabethtown, New York en op verschillende Europese bestemmingen.

## Erkenning
Watson Phelps ontving prijzen voor haar schilderijen op de Pan-American Exposition in Buffalo (New York) in 1901, en van de National Association of Women Painters and Sculptors in 1914. Op de Wereldtentoonstelling van 1893 in Chicago was haar werk eveneens te bezichtigen. In 1915 stelde ze een deel van haar schilderijen tentoon naast stukken van vakgenoten Alice Schille, Adelaide Deming en Emma Lampert Cooper.
De schilderijen van Watson Phelps werden door critici goed onthaald en omschreven als werk met Europese tendensen.

## Overlijden en nalatenschap
Helen Watson Phelps overleed in 1944 in New York. Een paar portretten van haar hand zijn in het bezit van de Rhode Island School of Design. Een portret van Charlotte Buell Coman bevindt zich in de collectie van de National Academy of Design. 